# Iêmen nos Jogos Olímpicos de Verão de 2004
Iêmen competiu nos Jogos Olímpicos de Verão de 2004, em Atenas, na Grécia.